# 1269
Il 1269 (MCCLXIX in numeri romani) è un anno  del XIII secolo.

## Eventi
- il 17 giugno 1269 si svolge a Colle di Val d'Elsa la Battaglia di Colle tra le truppe ghibelline di Siena e quelle guelfe di Carlo d'Angiò e di Firenze, con queste ultime vittoriose.
- Settembre: un terremoto colpisce Ancona danneggiando seriamente il castello di Massignano.

## Nati
- 9 febbraio - Ludovico III, Duca di Baviera, nobile tedesco († 1296)
- 13 febbraio - Negru Vodă, principe romeno († 1300)
- Alberto da Padova, teologo italiano († 1328)
- Alessandro da Sant'Elpidio, teologo, scrittore e vescovo cattolico italiano († 1328)
- Yaakov ben Asher, religioso e teologo tedesco († 1343)
- Cecco d'Ascoli, poeta, medico e insegnante italiano († 1327)
- Federico Tuta, nobile tedesco († 1291)
- Filippo d'Artois, nobile francese († 1298)
- Huang Gongwang, pittore cinese († 1354)
- Mu'izz al-Din Kayqubad, sultano († 1290)
- Richilda Ramberti, nobile italiana († 1319)

## Morti
- 22 aprile - Glicerio de Persona, italiano
- 5 maggio - Benvenuto Mareni da Recanati, religioso italiano
- 8 maggio - Oberto II Pallavicino, condottiero italiano (n. 1197)
- 17 giugno - Provenzano Salvani, generale italiano
- 7 luglio - Saionji Saneuji, poeta giapponese (n. 1194)
- 8 settembre - Gregorio da Montelongo, patriarca cattolico italiano
- 1º ottobre - Giordano Pironti, cardinale italiano (n. 1210)
- 27 ottobre - Ulrico III di Carinzia, nobile tedesco
- 16 dicembre - Armanno Pungilupo, italiano
- Abu l-'Ala al-Wathiq bi-llah Idris, califfo berbero
- Al-Shushtari, poeta (n. 1212)
- Bianca di Napoli (n. 1250)
- Sigebaldo Caballazio, vescovo cattolico italiano
- Goffredo da Cosenza, nobile e notaio normanno
- Costanza d'Aragona, principessa (n. 1240)
- Ghigo VII del Viennois, nobile francese (n. 1225)
- Stefano Vladislav I di Serbia, sovrano serbo
- Gervasio de Persona, nobile
- Saba II di Serbia, arcivescovo ortodosso e santo serbo
- Sordello da Goito, poeta, trovatore e giullare italiano
- Zayd Abu Zayd (n. 1195)
- Guglielmo De Parisio, italiano
- Švarnas, sovrano

## Calendario
| Calendario 1269 | Calendario 1269 | Calendario 1269 | Calendario 1269 | Calendario 1269 | Calendario 1269 | Calendario 1269 | Calendario 1269 | Calendario 1269 | Calendario 1269 | Calendario 1269 | Calendario 1269 | Calendario 1269 | Calendario 1269 | Calendario 1269 | Calendario 1269 | Calendario 1269 | Calendario 1269 | Calendario 1269 | Calendario 1269 | Calendario 1269 | Calendario 1269 | Calendario 1269 | Calendario 1269 | Calendario 1269 | Calendario 1269 | Calendario 1269 | Calendario 1269 | Calendario 1269 | Calendario 1269 | Calendario 1269 | Calendario 1269 | Calendario 1269 |
| --------------- | --------------- | --------------- | --------------- | --------------- | --------------- | --------------- | --------------- | --------------- | --------------- | --------------- | --------------- | --------------- | --------------- | --------------- | --------------- | --------------- | --------------- | --------------- | --------------- | --------------- | --------------- | --------------- | --------------- | --------------- | --------------- | --------------- | --------------- | --------------- | --------------- | --------------- | --------------- | --------------- |
|                 | 1               | 2               | 3               | 4               | 5               | 6               | 7               | 8               | 9               | 10              | 11              | 12              | 13              | 14              | 15              | 16              | 17              | 18              | 19              | 20              | 21              | 22              | 23              | 24              | 25              | 26              | 27              | 28              | 29              | 30              | 31              |                 |
| Gennaio         | Ma              | Me              | Gi              | Ve              | Sa              | Do              | Lu              | Ma              | Me              | Gi              | Ve              | Sa              | Do              | Lu              | Ma              | Me              | Gi              | Ve              | Sa              | Do              | Lu              | Ma              | Me              | Gi              | Ve              | Sa              | Do              | Lu              | Ma              | Me              | Gi              |                 |
| Febbraio        | Ve              | Sa              | Do              | Lu              | Ma              | Me              | Gi              | Ve              | Sa              | Do              | Lu              | Ma              | Me              | Gi              | Ve              | Sa              | Do              | Lu              | Ma              | Me              | Gi              | Ve              | Sa              | Do              | Lu              | Ma              | Me              | Gi              |                 |                 |                 |                 |
| Marzo           | Ve              | Sa              | Do              | Lu              | Ma              | Me              | Gi              | Ve              | Sa              | Do              | Lu              | Ma              | Me              | Gi              | Ve              | Sa              | Do              | Lu              | Ma              | Me              | Gi              | Ve              | Sa              | Do              | Lu              | Ma              | Me              | Gi              | Ve              | Sa              | Do              |                 |
| Aprile          | Lu              | Ma              | Me              | Gi              | Ve              | Sa              | Do              | Lu              | Ma              | Me              | Gi              | Ve              | Sa              | Do              | Lu              | Ma              | Me              | Gi              | Ve              | Sa              | Do              | Lu              | Ma              | Me              | Gi              | Ve              | Sa              | Do              | Lu              | Ma              |                 |                 |
| Maggio          | Me              | Gi              | Ve              | Sa              | Do              | Lu              | Ma              | Me              | Gi              | Ve              | Sa              | Do              | Lu              | Ma              | Me              | Gi              | Ve              | Sa              | Do              | Lu              | Ma              | Me              | Gi              | Ve              | Sa              | Do              | Lu              | Ma              | Me              | Gi              | Ve              |                 |
| Giugno          | Sa              | Do              | Lu              | Ma              | Me              | Gi              | Ve              | Sa              | Do              | Lu              | Ma              | Me              | Gi              | Ve              | Sa              | Do              | Lu              | Ma              | Me              | Gi              | Ve              | Sa              | Do              | Lu              | Ma              | Me              | Gi              | Ve              | Sa              | Do              |                 |                 |
| Luglio          | Lu              | Ma              | Me              | Gi              | Ve              | Sa              | Do              | Lu              | Ma              | Me              | Gi              | Ve              | Sa              | Do              | Lu              | Ma              | Me              | Gi              | Ve              | Sa              | Do              | Lu              | Ma              | Me              | Gi              | Ve              | Sa              | Do              | Lu              | Ma              | Me              |                 |
| Agosto          | Gi              | Ve              | Sa              | Do              | Lu              | Ma              | Me              | Gi              | Ve              | Sa              | Do              | Lu              | Ma              | Me              | Gi              | Ve              | Sa              | Do              | Lu              | Ma              | Me              | Gi              | Ve              | Sa              | Do              | Lu              | Ma              | Me              | Gi              | Ve              | Sa              |                 |
| Settembre       | Do              | Lu              | Ma              | Me              | Gi              | Ve              | Sa              | Do              | Lu              | Ma              | Me              | Gi              | Ve              | Sa              | Do              | Lu              | Ma              | Me              | Gi              | Ve              | Sa              | Do              | Lu              | Ma              | Me              | Gi              | Ve              | Sa              | Do              | Lu              |                 |                 |
| Ottobre         | Ma              | Me              | Gi              | Ve              | Sa              | Do              | Lu              | Ma              | Me              | Gi              | Ve              | Sa              | Do              | Lu              | Ma              | Me              | Gi              | Ve              | Sa              | Do              | Lu              | Ma              | Me              | Gi              | Ve              | Sa              | Do              | Lu              | Ma              | Me              | Gi              |                 |
| Novembre        | Ve              | Sa              | Do              | Lu              | Ma              | Me              | Gi              | Ve              | Sa              | Do              | Lu              | Ma              | Me              | Gi              | Ve              | Sa              | Do              | Lu              | Ma              | Me              | Gi              | Ve              | Sa              | Do              | Lu              | Ma              | Me              | Gi              | Ve              | Sa              |                 |                 |
| Dicembre        | Do              | Lu              | Ma              | Me              | Gi              | Ve              | Sa              | Do              | Lu              | Ma              | Me              | Gi              | Ve              | Sa              | Do              | Lu              | Ma              | Me              | Gi              | Ve              | Sa              | Do              | Lu              | Ma              | Me              | Gi              | Ve              | Sa              | Do              | Lu              | Ma              |                 |